# Ernest Małek
Ernest Małek (ur. 19 grudnia 1944, zm. 21 kwietnia 2007 w Katowicach) – polski kompozytor, pianista, pedagog.

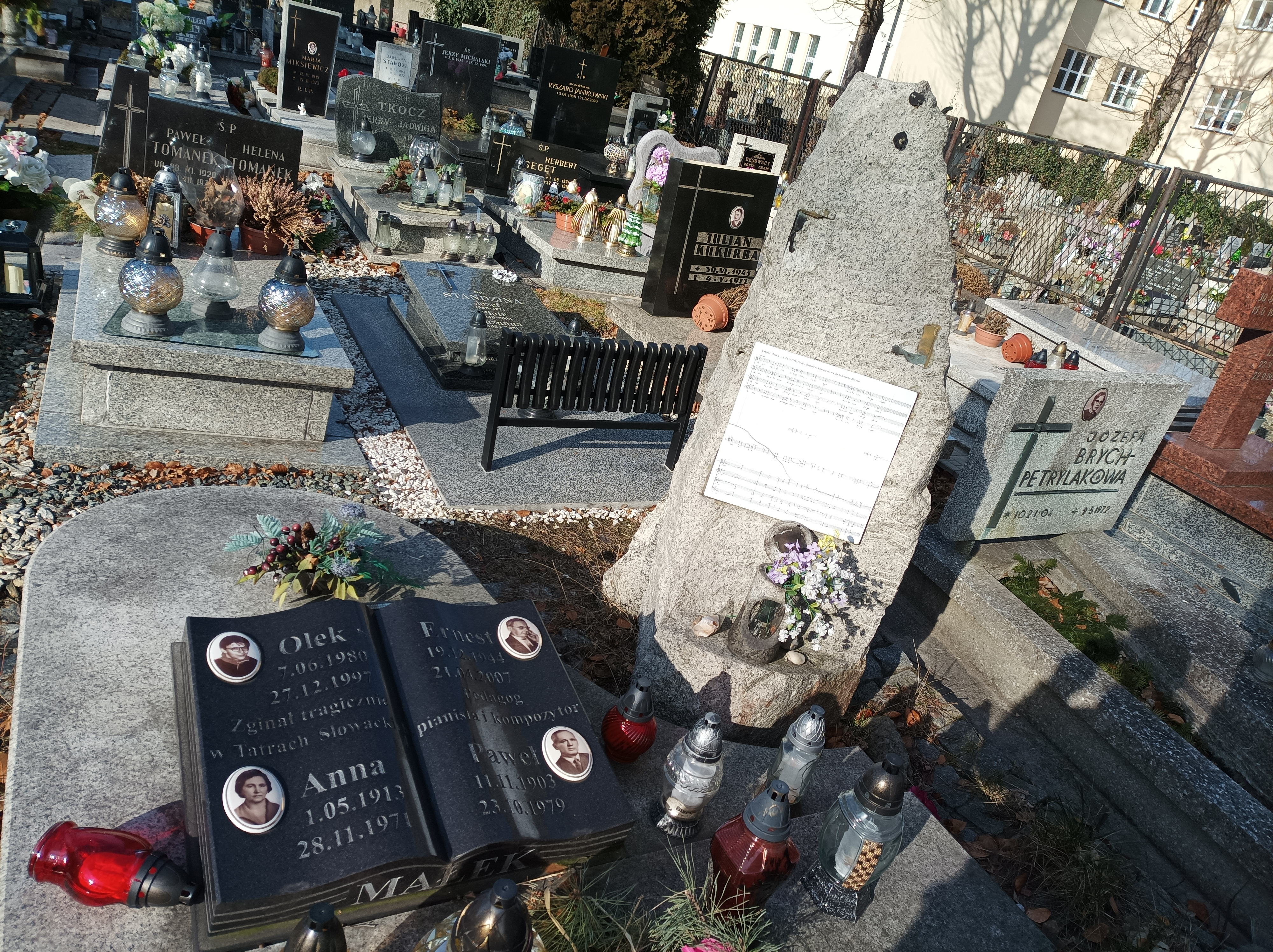
Grób Ernesta Małka na cmentarzu przy ul. Sienkiewicza w Katowicach

## Życiorys
Absolwent Państwowego Liceum Muzycznego im. Karola Szymanowskiego. W latach 1963–1968 studiował w Państwowej Wyższej Szkole Muzycznej w Katowicach (obecnie Akademia Muzyczna) w klasie fortepianu prof. Władysławy Markiewiczówny. W latach 1973–1976 studiował kompozycję pod kierunkiem prof. Witolda Szalonka na tej samej uczelni. Pracę zawodową podjął w 1968 w Państwowej Szkole Muzycznej stopnia Podstawowego i Licealnego, a w 1972 został zatrudniony w katowickiej PWSM na stanowisku wykładowcy.
Już od czasu studiów pełnił rozmaite funkcje społeczne, m.in.: Przewodniczącego Zarządu Śląskiego Stowarzyszenia Polskiej Młodzieży Muzycznej oraz członka Prezydium Zarządu Głównego tego stowarzyszenia, Szefa Programowego Ogólnopolskiego Seminarium Muzyki Współczesnej w Gliwicach, członka Rady Programowej Ogólnopolskiego Sympozjum Środowisk Twórczych w Augustowie, kierownika Warsztatu Muzycznego FAMA-74 na Festiwalu Artystycznym Młodzieży Akademickiej w Świnoujściu.
Jako pianista brał udział m.in. w Ogólnopolskim Konkursie Pianistycznym (1968), Międzynarodowym Konkursie Pianistycznym im. Liszta-Bartóka (1971), w Festiwalu Pianistyki Polskiej w Słupsku, Festiwalu „Warszawska Jesień”, a także koncertach organizowanych przez SPAM, ZKP, SPMM oraz Towarzystwo im. Fryderyka Chopina.
Jako kompozytor prezentował swoje utwory na Festiwalu „Poznańska Wiosna”, Ogólnopolskich Seminariach Muzyki Współczesnej w Gliwicach, Ogólnopolskim Festiwalu „Pro Musica” w Częstochowie, Festiwalu Artystycznej Młodzieży Studenckiej w Świnoujściu, IX Festiwalu Polskiej Muzyki Współczesnej we Wrocławiu, III Festiwalu Młodych w Warszawie, Festiwalu Pianistyki Polskiej w Słupsku, na koncertach Śląskiej Trybuny Kompozytorów oraz Śląskich Dni Muzyki Współczesnej, Ogólnopolskich Sympozjach Środowisk Twórczych w Augustowie, Miliczu i Trzciance.
Od lat siedemdziesiątych związany był ze Związkiem Kompozytorów Polskich, początkowo z Kołem Młodych. Przechodząc kolejne stopnie kategorii członkowskich, został członkiem nadzwyczajnym ZKP w 1987. W latach 1982–1990 pełnił funkcję zastępcy dyrektora Państwowej Operetki Śląskiej w Gliwicach. W okresie późniejszym poświęcił się przede wszystkim pracy pedagogicznej, zarówno na swojej macierzystej uczelni, jak i w Wyższej Szkole Pedagogicznej w Częstochowie. Był głęboko zaangażowany w działalność PWSM w zakresie muzyki jazzowej i rozrywkowej. Prowadził wykłady z przedmiotów: Kontrapunkt, Współczesne Techniki Kompozytorskie, Nauka o Muzyce, Fortepian klasyczny, a od 1997 roku pełnił funkcję dyrektora i animatora Studiów Zaocznych (obecnie Niestacjonarnych) na Wydziale Jazzu i Muzyki Rozrywkowej.
Ernest Małek poprzez swoją twórczość i pracę pedagogiczną przyczynił się do rozwoju i upowszechnienia zarówno muzyki współczesnej, jak i rozrywkowej. Wykształcił wiele pokoleń muzyków, z których niektórzy (jak np. Jacek Glenc i D. Janus) zostali wykładowcami Wydziału Jazzu i Muzyki Rozrywkowej Akademii Muzycznej w Katowicach.

## Ważniejsze kompozycje
- Trzy miniatury na fortepian
- Elegia na fortepian preparowany
- Inspiracje na głos żeński, perkusję, fortepian i dwie taśmy magnetofonowe
- Utwór na saksofon, flet, obój, klarnet i fagot
- Studium I na instrument dęty, kontrabas, fortepian i perkusję
- Człowiek – muzyka do zdarzenia plenerowego F. Ojdy (Augustów – Jezioro Necko, 1973)
- Canon Aenigmaticus
- Muzyka na orkiestrę smyczkową
- Czas – Przestrzeń – Dźwięk – synkretyzacja akustyczno-plastyczna (działania plastyczne: F. Ojda)
- Koncert na orkiestrę
- Symfonia na kwartet smyczkowy i aparaturę elektroakustyczną
- Actus Hominis – kantata na chór mieszany i orkiestrę
- Zmienność X – muzyka do działań interdyscyplinarnych
- Akcja – muzyka do działania plenerowego (działania plastyczne: P. Duda)
- muzyka do filmu animowanego RAJ (reż. J. Kotowski)
- II Kwartet smyczkowy
- Bez tytułu – muzyka do zdarzenia plenerowego (działania pozamuzyczne – F. Ojda)
- Fluktuacje na fortepian
- Odbicie na klawesyn
- „Treny” Jana Kochanowskiego na recytatora, chór i orkiestrę
- W żelaznym lesie na chór mieszany według wiersza Marianny Bocian

## Ważniejsze nagrody
- Odznaka „Zasłużony Działacz Kultury” (1975)
- Odznaka „Za zasługi dla ZMS” (1975)
- Nagroda honorowa „Walki Młodych” za dokonania artystyczne (1976)
- Wyróżnienie na konkursie kompozytorskim za „Odbicia” na klawesyn (1979)
- Srebrny Krzyż Zasługi (1979)
- Złote odznaczenie im. Janka Krasickiego (1980)
- Złota odznaka „Zasłużonemu w rozwoju woj. katowickiego” (1983)
- Złoty Krzyż Zasługi (2005)

oraz liczne nagrody i dyplomy Ministra Kultury i Sztuki za upowszechnianie kultury